# Mercedes-Benz Classe GLC
La Mercedes-Benz Classe GLC è un'autovettura di tipo SUV di segmento D prodotta a partire dal novembre 2015 dalla casa automobilistica tedesca Mercedes-Benz.

## Le serie
La Classe GLC nacque come terzo modello della gamma Classe GL dopo le GLE e GLS, assumendo la denominazione C in riferimento alla Classe C. La prima generazione della Classe GLC siglata X253, derivava dalla contemporanea Mercedes-Benz Classe C W205 ed è stata prodotta dal 2015 fino al 2022.
Nel 2016 è stata introdotta la GLC Coupé C253, versione con carrozzeria fastback simil coupé per rivaleggiare con la BMW X4.
Nel giugno 2022 viene presentata la seconda generazione della Mercedes-Benz Classe GLC, denominata X254.

## Galleria d'immagini
| Mercedes-Benz X253 | Mercedes-Benz C253 | Mercedes-Benz X254 | Mercedes-Benz C254 |
| ------------------ | ------------------ | ------------------ | ------------------ |
|                    |                    |                    |                    |
|                    |                    |                    |                    |
| 2015-2022          | 2016-2023          | dal 2022           | dal 2023           |